# Monica Sweetheart
Monika Listopadová (Beroun; 23 de junio de 1981), más conocida por su nombre artístico Monica Sweetheart, es una actriz pornográfica checa. Ha rodado más de 600 películas desde que debutara en 1999.

## Biografía
Antes de dedicarse al porno, la actriz empieza haciendo reportajes fotográficos como modelo erótica.
En 1999, con apenas 18 años, debuta en una producción alemana en la que usa su nombre real (algo que solo repetiría en otra película). En el 2000 es dirigida por John Stagliano, en una de las entregas de la famosa saga Buttman lo que le daría notoriedad. Además, el lanzamiento de su carrera se ve favorecido por su buen dominio del inglés, algo poco habitual en la actrices del este. Ese mismo año debuta con Private en Private Odyssey 2001 II y The Academy donde comparte cartel Sylvia Saint y Lea De Mae.
Desde 2000 y hasta 2003 la actriz rueda tanto Europa como en Estados Unidos. De esa época es también algún título rodado en España como Psycho Sex (2002), Embrujo sexual (2002), Crazy Bullets (2003) o 616 DF: El diablo español vs. Las luchadoras del este (2003).
Todas estas actuaciones la convirtieron en una habitual del Festival Erótico de Barcelona (Ficeb).
Desde 2004, y aunque sigue rodando en Europa, la actriz decide centrarse en su carrera norteamericana donde rueda para los estudios más importantes como Vivid, Evil Angel, VCA, Hustler o Zero Tolerance. Ese mismo año es nominada en los X-rated Critics Organization (XRCO) en la categoría Mejor Escena en Grupo por su escena en Eye of the Beholder, aunque finalmente no se llevaría el galardón. Tampoco se llevaría el Premio AVN a la mejor actriz extranjera del año.
En 2005 Private le dedicó uno de sus DVD recopilatorios en The Private Story of: Monica Sweetheart recogiendo algunas de sus mejores escenas para la productora.
En sus películas, la actriz realiza escenas de sexo anal y doble penetración, destacándose sus escenas de sexo interracial.
En sus escenas interraciales, ha sido penetrada por el ano por actores como Lexington Steele o Mr Marcus, con quienes adora rodar escenas y además, ha realizado una escena de doble penetración con los dos actores juntos.
Recientemente se ha observado una disminución del número de películas protagonizadas al año. Así, en 2008 solo ha rodado 4 títulos, frente a los 16 del 2007 o los 47 del 2006.
En el año 2009 solo filmó una película.

## Aparición en televisión
El 26 de noviembre de 2006 apareció en la comedia belga Willy's en Marjetten, donde se interpreta a sí misma haciendo una escena en la cual es perseguida por su club de admiradores en un aeropuerto.

## Premios
- 2001 Ninfa (FICEB) a la mejor actriz de reparto por Face dance obsession